# Lanzoninho
João Lançoni Neto, más conocido como Lanzoninho (Curitiba, 22 de agosto de 1930 - Paranaguá, 13 de septiembre de 2014), fue un futbolista brasileño que jugaba como delantero y militó en equipos de Brasil, Argentina, Perú y Colombia.

## Trayectoria
Inició su carrera en el equipo juvenil del EC Água Verde, pasando luego al Coritiba FC donde hizo su debut como profesional. Luego emigró a São Paulo donde jugó en São Paulo FC, Juventus, Corinthians y Palmeiras. En 1961 llegó a Independiente de Argentina donde jugó 21 partidos e hizo 4 goles, dos de ellos en un clásico contra Racing Club.
Como entrenador logró con el Coritiba FC en 1972 el Campeonato Paranaense y el Premio "Fita Azul" que era concedido por la Gazeta Esportiva de São Paulo a los clubes brasileños que regresaban sin derrotas de una gira internacional.
Falleció el 13 de septiembre de 2014 en el hospital de Paranaguá donde estaba internado luego de sufrir un accidente cerebrovascular.

## Clubes

### Como jugador
| Club            | País      | Año       |
| --------------- | --------- | --------- |
| Coritiba FC     | Brasil    | 1949-1950 |
| Ponte Preta     | Brasil    | 1951-1952 |
| Sao Paulo FC    | Brasil    | 1951-1957 |
| Santa Cruz      | Brasil    | 1957      |
| Coritiba FC     | Brasil    | 1958      |
| CA Juventus     | Brasil    | 1959-1961 |
| Independiente   | Argentina | 1961      |
| Palmeiras       | Brasil    | 1962      |
| Corinthians     | Brasil    | 1962-1963 |
| Sport Boys      | Perú      | 1964      |
| Millonarios     | Colombia  | 1965      |
| América de Cali | Colombia  | 1965      |
| Nordeste        | Brasil    | 1966      |

### Como entrenador
| Club                | País   | Año  |
| ------------------- | ------ | ---- |
| Coritiba FC         | Brasil | 1972 |
| Atlético Paranaense | Brasil | 1973 |
| Coritiba FC         | Brasil | 1974 |
| Santa Cruz          | Brasil | 1974 |
| Coritiba FC         | Brasil | 1977 |
| Ferroviário         | Brasil | 1980 |
| Vitória             | Brasil | 1981 |

## Palmarés

### Como jugador
| Título                  | Club         | País   | Año  |
| ----------------------- | ------------ | ------ | ---- |
| Campeonato Paulista     | Sao Paulo FC | Brasil | 1953 |
| Campeonato Paulista     | Sao Paulo FC | Brasil | 1957 |
| Campeonato Pernambucano | Santa Cruz   | Brasil | 1957 |

### Como entrenador
| Título                | Club        | País   | Año  |
| --------------------- | ----------- | ------ | ---- |
| Campeonato Paranaense | Coritiba FC | Brasil | 1972 |